# Nuoto ai XVII Giochi del Mediterraneo - 200 metri farfalla maschili
Le gare di nuoto nella categoria 200 metri farfalla maschili si sono tenute il 25 giugno 2013 al Yeni Olimpik Yüzme Havuzu di Mersin.

## Calendario
Fuso orario EET (UTC+3).
| Data      | Ora   | Turno    |
| --------- | ----- | -------- |
| 25 giugno | 9:40  | Batterie |
| 25 giugno | 18:10 | Finale   |

## Risultati
I 12 atleti vengono inquadrati in due batterie da 6 nuotatori ciascuna. Si qualificano alla finale i primi otto tempi.

### Batterie
| Pos. | Nome                   | Nazione   | Tempo   | Batt. | Corsia | Note |
| ---- | ---------------------- | --------- | ------- | ----- | ------ | ---- |
| 1    | Velimir Stjepanović    | Serbia    | 1'59"87 | 2     | 4      | Q    |
| 2    | Carlos Peralta Gallego | Spagna    | 1'59"89 | 2     | 6      | Q    |
| 3    | Robert Žbogar          | Slovenia  | 2'00"01 | 2     | 3      | Q    |
| 4    | Stefanos Dimitriadis   | Grecia    | 2'00"57 | 2     | 5      | Q    |
| 5    | Francesco Pavone       | Italia    | 2'00"90 | 1     | 4      | Q    |
| 6    | Andreas Vazaios        | Grecia    | 2'01"38 | 1     | 6      | Q    |
| 7    | Gherardo Bruni         | Italia    | 2'01"87 | 1     | 3      | Q    |
| 8    | Ahmed Mahmoud          | Egitto    | 2'02"08 | 2     | 2      | Q    |
| 9    | Gonen Karaa            | Turchia   | 2'03"36 | 1     | 7      |      |
| 10   | Marko Blazhevski       | Macedonia | 2'04"18 | 1     | 2      |      |
| 11   | Abdulhalim Lafçı       | Turchia   | 2'06"69 | 2     | 7      |      |
| 12   | Oussama Mellouli       | Tunisia   | -       | 1     | 5      | DNS  |

### Finale
| Pos. | Atleta                 | Nazionalità | Tempo   | Corsia |
| ---- | ---------------------- | ----------- | ------- | ------ |
|      | Velimir Stjepanović    | Serbia      | 1'56"19 | 4      |
|      | Stefanos Dimitriadis   | Grecia      | 1'57"81 | 6      |
|      | Francesco Pavone       | Italia      | 1'57"93 | 2      |
| 4    | Carlos Peralta Gallego | Spagna      | 1'59"09 | 5      |
| 5    | Robert Žbogar          | Slovenia    | 2'00"07 | 3      |
| 6    | Gherardo Bruni         | Italia      | 2'00"25 | 1      |
| 7    | Andreas Vazaios        | Grecia      | 2'01"21 | 7      |
| 8    | Ahmed Mahmoud          | Egitto      | 2'01"22 | 8      |